# David Garrick (1916)
David Garrick is een Amerikaanse dramafilm uit 1916 onder regie van Frank Lloyd. Het scenario is gebaseerd op het gelijknamige toneelstuk uit 1864 van de Britse auteur Thomas William Robertson.

## Verhaal
De Londense acteur David Garrick wordt verliefd op een vrouw in het publiek, terwijl hij op het toneel de rol van Romeo vertolkt. Hij kan de naam van de vrouw niet achterhalen en gaat daarom wekenlang naar haar op zoek. Later biedt een rijke koopman aan Garrick geld om Engeland te verlaten, omdat zijn dochter Ada verliefd is geworden op hem. Garrick slaat dat aanbod af, maar hij zweert dat hij geen enkele vrouw zal huwen zonder de toestemming van haar vader. Kort daarna ontdekt hij dat Ada de vrouw is, waar hij voor gevallen was in de schouwburg.

## Rolverdeling
| Acteur              | Personage     |
| ------------------- | ------------- |
| Dustin Farnum       | David Garrick |
| Winifred Kingston   | Ada Ingot     |
| Herbert Standing    | Simon Ingot   |
| Frank A. Bonn       | Richard Chivy |
| Lydia Yeamans Titus | Araminta      |
| Olive White         | Tante van Ada |
| Mary Mersch         | Fanny Lacy    |